# Langfurth
Langfurth est une commune allemande, située en Bavière, dans l'arrondissement d'Ansbach et le district de Moyenne-Franconie.

## Géographie

Situation de Langfurth dans l'arrondissement d'Ansbach

Langfurth est située sur la rivière Wörnitz, à 8 km au nord-est de Dinkelsbühl et à 29 km au sud-ouest d'Ansbach, le chef-lieu de l'arrondissement.

## Histoire
Langfurth a fait partie de l'arrondissement de Dinkelsbühl jusqu'à la disparition de celui-ci en 1960.
Jusqu'en 1969, la commune a porté le nom d'Oberkemmathen. La commune de Dorfkemmathen en 1972 et d'Ammelbruch en 1978 ont été incorporées dans la commune de Langfurth.

## Démographie
Village de Langfurth :
| 1910 | 1933 | 1939 |
| ---- | ---- | ---- |
| 735  | 741  | 781  |

Commune de Langfurth dans ses limites actuelles :
| 1910  | 1933  | 1939  | 2009  |
| ----- | ----- | ----- | ----- |
| 1 533 | 1 493 | 1 437 | 2 148 |